# Anabel Colazo
Anabel Colazo, née le 23 mars 1993 à Ibiza, est une illustratrice et autrice de bande dessinée espagnole qui vit et travaille aujourd’hui à Valence. Plusieurs de ses livres ont été traduits en français.